# Tünel, Khövsgöl
Tünel (tiếng Mông Cổ: Түнэл) là một sum của tỉnh Khövsgöl tại miền bắc Mông Cổ. Vào năm 2009, dân số của sum là 3.528 người.

## Lịch sử
Sum Tünel được thành lập vào năm 1952 từ các sum Büren, Tosontsengel, Erdenebulgan, và Alag-Erdene. Năm 1956, nó trở thành một phần của sum Bürentogtokh, tuy nhiên lại bị chia tách một lần nữa vào năm 1959. Năm 1938, một negdel "Khar Usny Jingiin" được thành lập trong khu vực này, cùng với một số negdel khác tên là "Altan Taria", "Khödölmör", "Egiin Dolgio",...Sau đó, chúng thống nhất thành negdel "Yalalt" vào năm 1956.

## Địa lý
Sum có diện tích khoảng 3.580 km², 1/3 trong đó là rừng. Trung tâm sum, Bulag (tiếng Mông Cổ: Булаг), nằm cách tỉnh lị Mörön 46 km về phía đông bắc và cách thủ đô Ulaanbaatar 667 km. Sông Eg chảy qua địa bàn. Ngọn núi cao nhất ở sum cao 2.524 m.
Động vật có hươu nai, sói, cáo, cáo corsac và thỏ rừng.
Có trữ lượng than, phosphor và vật liệu xây dựng.

### Khí hậu
Tünel có khí hậu khắc nghiệt. Lượng mưa hàng năm là 250–400 mm, nhiệt độ trung bình tháng 1 là -24 °C, nhiệt độ trung bình tháng 7 là từ +12 °C đến +14 °C.

## Kinh tế
Vào năm 2004, sum có khoảng 101.000 đầu gia súc, trong đó có 53.000 con dê, 34.000 con cừu, 10.000 bò nhà và bò yak, 6.600 con ngựa và 84 con lạc đà. Các tiện ích bao gồm một trường học, bệnh viện và cơ sở du lịch.